# Surrounded (Björk)
Surrounded (gestileerd als "(__surrounded):") is een box met speciale uitgave van alle albums van de IJslandse zangeres Björk tot nu toe.
De albums zijn op DualDisc uitgegeven en hebben dus een cd- én een dvd-kant. Op de cd-kant staan de hele albums en op de dvd staan videoclips en de hele albums in Dolby Digital 5.1 en DTS Surround Sound. Nummers op de dvd-kant zijn soms veranderd of als remix.
De box bevat de volgende albums:
- Debut
- Post
- Homogenic
- Selma Songs
- Vespertine
- Medúlla
- Drawing Restraint 9

De dvd-kant van Drawing Restraint 9 bevat een bonustrack die niet eerder was uitgegeven genaamd: Petrolatum.